# ایلیس
ایلیس (یونانی: Ήλιδα) یک منطقه مسکونی در کشور یونان است که در جنوب پلوپونز واقع شده‌است.